# Керол Кейн
Керолін Лорі (Керол) Кейн (англ. Carolyn Laurie 'Carol' Kane, нар. 18 червня 1952 (72 роки)) — американська акторка. Кейн домоглася успіху в 1970-х роках, знімаючись в серії успішних кінофільмів, номінувалася на «Оскар» за головну роль у фільмі «Гестер-стріт» (1975). Пізніше вона виграла дві «Еммі» за роль у ситкомі ABC «Таксі» (1980-1983).

## Життя і кар'єра
Керолін Лорі Кейн народилася в Клівленді, штат Огайо, в єврейській родині. Її бабуся і дідусь були іммігрантами з Росії. Будучи підлітком, вона почала виступати в театрі, а в 1966 році дебютувала на професійній сцені в офф-бродвейській п'єсі «Розквіт міс Джін Броді» з Теммі Граймс.
У 1970-х роках Кейн знялася в декількох фільмах, включаючи «Пізнання плоті» (1971), «Собачий полудень» (1975), «Енні Голл» (1977) і «Коли дзвонить незнайомець» (1979). Вона номінувалася на премію «Оскар» за кращу жіночу роль за фільм 1975 року «Хестер Стріт». З тих пір вона з'явилася у понад п'ятдесят кінофільмах, хоча практично завжди у другорядних ролях. Більшого успіху вона домоглася завдяки ролі в сіткомі «Таксі» (1980-1983), яка принесла їй дві премії «Еммі», в 1982 і 1983 роках, а також номінацію на «Золотий глобус».
Після «Таксі» Кейн знялася в декількох ситкомах, включаючи «Все прощено» (NBC, 1986), «Американський мрійник» (NBC, 1990-91) і «Перл» (CBS, 1996-97). У 2000-х вона з'явилася в «Закон і порядок: Спеціальний корпус», «Два з половиною чоловіки» і «Погануля». У 2014 році вона приєдналася до серіалу Fox «Готем» у другорядній ролі, а з 2015 по 2019 рік знімалася в сіткомі Netflix «Непохитна Кіммі Шмідт».
З 2005 по 2014 рік Кейн грала роль злобної Мадам Моррібль в мюзиклі «Зла». Роль вона виконувала як в оригінальній бродвейській постановці, так і лос-анджелеській, а також регіональних турах.

## Фільмографія
Станом на  23.10.2020

### 2020-ті
| Рік       |    | Українська назва | Оригінальна назва                                 | Роль                                          |
| --------- | -- | ---------------- | ------------------------------------------------- | --------------------------------------------- |
| 2018—2020 | с  |                  | F Is for Family                                   | Мати Сью / Мерілін Чілсон (голоси, 2 епізоди) |
| 2020      | тф |                  | Unbreakable Kimmy Schmidt: Kimmy vs the Reverend  | Ліліан Кауштупер / Фіона                      |
| 2020      | с  |                  | Heads Will Roll (Audible Original — Audio Comedy) | Донна Фінк (голос, 10 епізодів)               |
| 2020      | с  | Мисливці         | Hunters                                           | Мінді Марковіц (10 епізодів)                  |

|-
| 2025 | ф | Спійманий на крадіжці | Caught Stealing

### 2010-ті
| Рік       |    | Українська назва                                   | Оригінальна назва                                  | Роль                                                      |
| --------- | -- | -------------------------------------------------- | -------------------------------------------------- | --------------------------------------------------------- |
| 2019      | кф |                                                    | Boys Don't Wear Dresses                            | оповідачка                                                |
| 2019      | с  | Великий рот                                        | Big Mouth                                          | Банші Менопаузи (голос, 1 епізод)                         |
| 2019      | с  |                                                    | Bubble Guppies                                     | Морська відьма (голос, 1 епізод)                          |
| 2017—2019 | с  |                                                    | OK K.O.! Let's Be Heroes                           | Джинджер (голос, 2 епізоди)                               |
| 2019      | с  |                                                    | Summer Camp Island                                 | Барб молодша (голос, 1 епізод)                            |
| 2019      | с  |                                                    | Los Espookys                                       | Б'янка Нова (4 епізоди)                                   |
| 2019      | ф  | Мертві не помирають                                | The Dead Don't Die                                 | Меллорі О'Браєн                                           |
| 2018—2019 | с  | Рапунцель: Нова історія / Рапунцель: Серіал        | Rapunzel's Tangled Adventure / Tangled: The Series | Мадам Канардіст (голос, 3 епізоди)                        |
| 2015—2019 | с  | Незламна Кіммі Шмідт                               | Lillian Kaushtupper                                | Ліліан Доломіт Кауштупер (51 епізод)                      |
| 2018      | с  |                                                    | Pinkalicious & Peterrific                          | Една (3 епізоди)                                          |
| 2018      | ф  |                                                    | Ghost Light                                        | Мейдлін Стайн                                             |
| 2018      | с  | Тварини.                                           | Animals.                                           | Чомпі, пустельний щур (голос, 2 епізоди)                  |
| 2018      | ф  | Брати Сістерс                                      | The Sisters Brothers                               | Пані Сістерс                                              |
| 2018      | с  | Вампірина                                          | Vampirina                                          | Мадам Спук (голос, 1 епізод)                              |
| 2017      | с  | Зоряна принцеса проти сил зла / Стар проти Сил Зла | Star vs. the Forces of Evil                        | Д-р Джеллі Ґудвелл, експерт із монстрів (голос, 1 епізод) |
| 2017      | с  | Зупинись і гори                                    | Halt and Catch Fire                                | Деніз (1 епізод)                                          |
| 2016      | с  |                                                    | Crowded                                            | Лінда (1 епізод)                                          |
| 2014—2016 | с  | Ґотем                                              | Gotham                                             | Ґертруда Капельпут (10 епізодів)                          |
| 2015      | ф  |                                                    | Addiction: A 60's Love Story                       | Цецилія / Сесілія                                         |
| 2015      | ф  |                                                    | Ava's Possessions                                  | Талія                                                     |
| 2014      | ф  |                                                    | Emoticon ;)                                        | Ханна Сонг                                                |
| 2011—2014 | с  | Фінеас і Ферб                                      | Phineas and Ferb                                   | Нана Шапіро (голос, 2 епізоди)                            |
| 2009—2013 | с  | Закон і порядок: Спеціальний корпус                | Law & Order: Special Victims Unit                  | Ґвен Манч (2 епізоди)                                     |
| 2012—2013 | с  |                                                    | Jake and the Never Land Pirates                    | Морська відьма (голос, 2 епізоди)                         |
| 2013      | с  |                                                    | Anger Management                                   | Керол (1 епізод)                                          |
| 2013      | ф  |                                                    | Clutter                                            | Лінда Бредфорд                                            |
| 2013      | с  | Дівчата                                            | Girls                                              | Клоріс (1 епізод)                                         |
| 2012      | ф  | Дякую за обмін                                     | Thanks for Sharing                                 | Роберта                                                   |
| 2012      | ф  |                                                    | Should've Been Romeo                               | Рут                                                       |
| 2012      | ф  |                                                    | Sleepwalk with Me                                  | Лінда                                                     |
| 2011      | ф  |                                                    | The Key Man                                        | Марша                                                     |
| 2011      | с  |                                                    | Dora the Explorer                                  | Бабуся Троль (голос, 1 епізод)                            |
| 2010      | ф  |                                                    | Pete Smalls Is Dead                                | Домовласниця                                              |
| 2010      | ф  |                                                    | My Girlfriend's Boyfriend                          | Барбара                                                   |
| 2010      | с  | Потворна Бетті                                     | Ugly Betty                                         | Ліна Корвінка (1 епізод)                                  |
| 2010      | ф  | Полювання на колишню                               | The Bounty Hunter                                  | Дон                                                       |

### 2000-ті
| Рік       |    | Українська назва                            | Оригінальна назва                          | Роль                         |
| --------- | -- | ------------------------------------------- | ------------------------------------------ | ---------------------------- |
| 2009      | с  | Монк                                        | Monk                                       | Джой (1 епізод)              |
| 2009      | с  | Два з половиною чоловіки                    | Two and a Half Men                         | Шеллі (2 епізоди)            |
| 2008      | ф  | Чотири Різдва                               | Four Christmases                           | Тітка Сара                   |
| 2008      | кф | Кунг-фу Панда: Секрети несамовитої п'ятірки | Kung Fu Panda: Secrets of the Furious Five | Вівця (голос)                |
| 2006      | тф |                                             | The Year Without a Santa Claus             | Мати Природа                 |
| 2005      | кф |                                             | The Happy Elf                              | Ґільда (голос)               |
| 2005      | с  |                                             | Grim & Evil                                | Пані Клаус (голос, 1 епізод) |
| 2005      | ф  |                                             | The Civilization of Maxwell Bright         | Храм / Темпл                 |
| 2005      | ф  | Лиса нянька                                 | The Pacifier                               | Хельга                       |
| 2004      | с  |                                             | Hope & Faith                               | Корнелія Рекет (1 епізод)    |
| 2004      | ф  | Зірка сцени                                 | Confessions of a Teenage Drama Queen       | Пані Беґґолі                 |
| 2003      | тф |                                             | Cosmopolitan                               | Пані Шоу                     |
| 2003      | тф |                                             | Audrey's Rain                              | Міссі Фландерс               |
| 2002      | с  |                                             | That's Life                                | Ґлорія (1 епізод)            |
| 2002      | с  |                                             | The Grubbs                                 | Софі Ґрабб (1 епізод)        |
| 2002      | ф  |                                             | Love in the Time of Money                  | Джої                         |
| 2001      | кф |                                             | D.C. Smalls                                | Мати                         |
| 2001      | с  | Гріфіни                                     | Family Guy                                 | Керол (голос, 1 епізод)      |
| 2000—2001 | с  |                                             | As Told by Ginger                          | Мод (голос, 2 епізоди)       |
| 2001      | ф  |                                             | Tomorrow by Midnight                       | Офіцер поліції Ґарфілд       |
| 2001      | ф  |                                             | The Shrink Is In                           | Д-р Луїза Розенберг          |
| 2001      | ф  |                                             | My First Mister                            | Пані Бенсон                  |
| 2000      | кф |                                             | The Office Party                           | Лінда                        |

### 1990-ті
| Рік       |    | Українська назва                   | Оригінальна назва                                                      | Роль                                           |
| --------- | -- | ---------------------------------- | ---------------------------------------------------------------------- | ---------------------------------------------- |
| 1999—2000 | с  |                                    | Beggars and Choosers                                                   | Ел Ел (9 епізодів)                             |
| 1999      | ф  | Людина на Місяці / Людина з Місяця | Man On The Moon                                                        | Керол Кей, акторка «Таксі»                     |
| 1999      | кф |                                    | Blue's Big Treasure Hunt                                               | Дівчинка Муфточка / Little Miss Muffet (голос) |
| 1999      | с  |                                    | Noah's Ark                                                             | Сара (2 епізоди)                               |
| 1999      | кф |                                    | The Wacky Adventures of Ronald McDonald: The Visitors from Outer Space | Оргова мати (голос)                            |
| 1999      | ф  |                                    | Jawbreaker                                                             | Пані Шервуд                                    |
| 1998      | кф |                                    | The First Seven Years                                                  | Пані Фелд                                      |
| 1998      | с  |                                    | Noddy                                                                  | Перлі Вайт (1 епізод)                          |
| 1998      | ф  |                                    | The Tic Code                                                           | Пані Джимпоул                                  |
| 1998      | с  |                                    | Adventures from the Book of Virtues                                    | The Beetle (голос, 1 епізод)                   |
| 1997      | тф |                                    | Merry Christmas, George Bailey                                         | Кузина Тіллі / Пані Гетч                       |
| 1997      | с  |                                    | Homicide: Life on the Street                                           | Ґвен Манч (1 епізод)                           |
| 1997      | с  |                                    | The Tony Danza Show                                                    | Сімка Ґреваас (1 епізод)                       |
| 1997      | с  | Гей, Арнольде!                     | Hey Arnold!                                                            | Трофей Емілі Дікінсон (голос, 1 епізод)        |
| 1997      | ф  |                                    | Office Killer                                                          | Доріна Дуглас                                  |
| 1996—1997 | с  |                                    | Pearl                                                                  | Енні Каралдо (22 епізоди)                      |
| 1997      | ф  | На риболовлю / Порибалимо          | Gone Fishin'                                                           | Донна Вотерс                                   |
| 1996      | ф  |                                    | Trees Lounge                                                           | Конні                                          |
| 1996      | ф  |                                    | The Pallbearer                                                         | Томова мати                                    |
| 1996      | ф  |                                    | Sunset Park                                                            | Мона                                           |
| 1996      | ф  |                                    | American Strays                                                        | Гелен                                          |
| 1996      | с  |                                    | Ellen                                                                  | Лілі Пенні (1 епізод)                          |
| 1996      | ф  |                                    | Big Bully                                                              | Віра / Фейт                                    |
| 1995      | с  |                                    | A.J.'s Time Travelers                                                  | Емілі Роблінг (1 епізод)                       |
| 1995      | тф |                                    | Dad, the Angel & Me                                                    | Ангел                                          |
| 1995      | ф  | Теодор Рекс                        | Theodore Rex                                                           | Моллі Рекс (голос)                             |
| 1995      | с  |                                    | Chicago Hope                                                           | Маргеріт Бірч (1 епізод)                       |
| 1995      | тф | Шалена п'ятниця                    | Freaky Friday                                                          | Ліанн Футтерман                                |
| 1995      | ф  | Наполеон                           | Napoleon                                                               | Павучиха (голос в англ. версії)                |
| 1994      | ф  |                                    | The Crazysitter                                                        | Трева Ван Арсдейл                              |
| 1994      | с  |                                    | Empty Nest                                                             | Шелбі (1 епізод)                               |
| 1994      | с  | Аладдін                            | Aladdin                                                                | Брунгільда, княгиня Одіферу (голос, 2 епізоди) |
| 1994      | с  | Сайнфелд                           | Seinfeld                                                               | Корін / Корінна (1 епізод)                     |
| 1993      | ф  | Моральні цінності сімейки Адамсів  | Addams Family Values                                                   | Бабця                                          |
| 1993      | кф |                                    | Eligible Dentist                                                       |                                                |
| 1993      | ф  |                                    | Even Cowgirls Get the Blues                                            | Карла                                          |
| 1993      | с  |                                    | Tribeca                                                                | Аманда (1 епізод)                              |
| 1993      | тф |                                    | When a Stranger Calls Back                                             | Джилл Джонсон                                  |
| 1992      | с  |                                    | Sibs                                                                   | Саллі (2 епізоди)                              |
| 1992      | ф  | Дитина на борту                    | Baby on Board                                                          | Марія                                          |
| 1992      | с  |                                    | The Plucky Duck Show                                                   | Оллі (голос, 1 епізод)                         |
| 1992      | с  |                                    | The Ray Bradbury Theater                                               | Поллі (1 епізод)                               |
| 1991—1992 | с  | Бруклінський міст                  | Brooklyn Bridge                                                        | Тітка Сільвія (5 епізодів)                     |
| 1992      | ф  | У супі                             | In the Soup                                                            | Барбара                                        |
| 1991      | ф  | Тед і Венера                       | Ted & Venus                                                            | Колет                                          |
| 1990—1991 | с  | Американський мрійник              | American Dreamer                                                       | Лілліан Ебернеті (17 епізодів)                 |
| 1990      | с  | Пригоди мультяшок                  | Tiny Toon Adventures                                                   | Оллі (голос, 1 епізод)                         |
| 1990      | ф  | Мої блакитні небеса                | My Blue Heaven                                                         | Шелдін                                         |
| 1990      | с  | Байки зі склепу                    | Tales from the Crypt                                                   | Джуді (1 епізод)                               |
| 1990      | ф  | Джо проти вулкана                  | Joe Versus The Volcano                                                 | Перукарка                                      |
| 1990      | ф  |                                    | Flashback                                                              | Меґґі                                          |

### 1980-ті
| Рік       |    | Українська назва                 | Оригінальна назва                         | Роль                                       |
| --------- | -- | -------------------------------- | ----------------------------------------- | ------------------------------------------ |
| 1989      | кф |                                  | Let's Get Mom                             | Морін                                      |
| 1989      | ф  | Сестри Лемон                     | The Lemon Sisters                         | Френкі Ді Енджело                          |
| 1988      | ф  | Нова різдвяна казка / Скнара     | Scrooged                                  | Дух Теперішнього Різдва                    |
| 1988      | ф  | Водійське посвідчення            | License to Drive                          | Пані Андерсон                              |
| 1988      | ф  | Спритні пальчики                 | Sticky Fingers                            | Кітті                                      |
| 1988      | тф |                                  | Drop-Out Mother                           | Максін                                     |
| 1987      | ф  | Принцеса-наречена                | The Princess Bride                        | Валері                                     |
| 1987      | ф  | Іштар                            | Ishtar                                    | Керол                                      |
| 1986      | ф  | Джек-стрибунець                  | Jumpin' Jack Flash                        | Синтія                                     |
| 1986      | с  |                                  | All Is Forgiven                           | Ніколет Банґ'ем (9 епізодів)               |
| 1986      | с  |                                  | Tall Tales & Legends                      | Барбара (1 епізод)                         |
| 1985      | ф  | Трансільванія 6-5000             | Transylvania 6-5000                       | Лупі                                       |
| 1985      | с  |                                  | Crazy Like a Fox                          | (1 епізод)                                 |
| 1985      | с  | Казки з темного боку             | Tales from the Darkside                   | Енн Мак-Колл (1 епізод)                    |
| 1984      | ф  | Таємний щоденник Зигмунда Фройда | The Secret Diary of Sigmund Freud         | Марта Бернейз                              |
| 1984      | с  |                                  | Cheers                                    | Аманда (1 епізод)                          |
| 1984      | тф |                                  | Burning Rage                              | Мері Гервуд                                |
| 1984      | ф  | Наввипередки з місяцем           | Racing with the Moon                      | Енні                                       |
| 1984      | ф  | Через Бруклінський міст          | Over the Brooklyn Bridge                  | Шеріл                                      |
| 1983      | с  |                                  | Faerie Tale Theatre                       | «Добра» фея (1 епізод)                     |
| 1980—1983 | с  |                                  | Taxi                                      | Сімка Дабліц-Ґревас (17 / 25 епізодів)     |
| 1983      | ф  |                                  | Can She Bake a Cherry Pie?                | Відвідувачка кафе                          |
| 1983      | с  |                                  | American Playhouse                        | Лавінія (1 епізод)                         |
| 1983      | тф |                                  | An Invasion of Privacy                    | Айлін Коен                                 |
| 1982      | с  |                                  | Laverne & Shirley                         | Ольга (1 епізод)                           |
| 1982      | ф  | Норман любить Роуз               | Norman Loves Rose                         | Роуз / Роза                                |
| 1982      | с  |                                  | BBC2 Playhouse                            | Френсіс Луміс (1 епізод)                   |
| 1982      | ф  |                                  | Pandemonium                               | Кенді                                      |
| 1981      | ф  | Сильний засіб                    | Strong Medicine                           |                                            |
| 1978—1981 | с  |                                  | Great Performances                        | Еліза Саутґейт / Френсіс Луміс (2 епізоди) |
| 1981      | ф  | Ігри графині Долінго де Грац     | Les jeux de la comtesse Dolingen de Gratz | Луїза Гейнс-Пірсон                         |
| 1980      | тф |                                  | The Greatest Man in the World             | Ейпріл                                     |

### 1970-ті
| Рік  |   | Українська назва                  | Оригінальна назва               | Роль                    |
| ---- | - | --------------------------------- | ------------------------------- | ----------------------- |
| 1979 | ф | Сабіна                            | La Sabina                       | Дейзі                   |
| 1979 | ф | Коли дзвонить незнайомець         | When a Stranger Calls           | Джилл Джонсон           |
| 1979 | ф | Маппети / Маппет-фільм            | The Muppet Movie                | Міт                     |
| 1978 | с |                                   | Visions                         | (1 епізод)              |
| 1978 | ф | Клітка Мафу                       | The Mafu Cage                   | Сіссі                   |
| 1977 | ф | Великий герой-коханець            | The World's Greatest Lover      | Енні Гікман             |
| 1977 | ф | Валентино                         | Valentino                       | Дівчина Фетті           |
| 1977 | ф | Енні Голл                         | Annie Hall                      | Еллісон                 |
| 1976 | ф | Гаррі і Волтер їдуть до Нью-Йорка | Harry and Walter Go to New York | Флоренс / Флоренція     |
| 1975 | ф | Собачий полудень                  | Собачий полудень                | Дженні                  |
| 1975 | ф | Гестер-стріт                      | Hester Street                   | дівчина                 |
| 1974 | с |                                   | The American Parade             | Сюзанна Вайт (1 епізод) |
| 1973 | ф | Останній наряд                    | The Last Detail                 | юна проститутка         |
| 1972 | ф | Біле весілля                      | Wedding in White                | Дженні Дугалл           |
| 1971 | ф | Пізнання плоті                    | Carnal Knowledge                | Дженніфер               |
| 1971 | ф | Відчайдушні герої                 | Desperate Characters            | дівчина                 |

## Цікаві факти
- Зріст Керол - 157 см.
- У титрах фільму «Джо проти вулкану» (1990) указана як Ліза Леблан (англ. Lisa LeBlanc)